# Prepirineus
Els Prepirineus, o Prepirineu, són un conjunt de serres muntanyoses situades paral·lelament a banda i banda del Pirineu axial.

## Descripció
Les serralades dels Prepirineus són envoltades pel peu de muntanya i per les tres conques de l'Aude, la Garona i l'Ebre. Hi ha serres i a banda i banda de la zona axial pirinenca amb anticlinals i sinclinal constituint les Serres Interiors, les Exteriors i el sinclinal central. Les Serres Interiors són recobertes de conglomerats, producte de l'erosió en l'etapa postparoxismal herciniana. Alguns dels cims d'aquest sistema de serralades sobrepassen els 2.600 metres d'altitud, com el Cotiella (2.912 metres), el Pic de les Bruixes (Pico de las Bruixas en Aragonés) (2.822 metres) i el Cotielleta (2.711 metres), a la Serra de Cotiella, i el Vulturó (2.648,6 metres), el Pujolar de Roca Grossa (2.611,1 metres) i el Pic de Costa Cabirolera (2.604,4 metres), a la Serra del Cadí.
Els Prepirineus septentrionals només apareixen a l'extrem nord de la Catalunya Nord, a la serra de les Corberes. De la part nord hi ha poc peu de muntanya, car els Pirineus s'aixequen abruptament. Cal mencionar però el Massís de Plantaurel a l'Arieja.
Contràriament, els Prepirineus meridionals són un vast i complex sistema de serres i depressions, com la Canal de Berdún. A l'oest la primera serra dels Prepirineus és la Serra de Leire, als límits orientals de Navarra. A Catalunya, els Prepirineus meridionals s'estenen d'oest a est per les comarques de la Ribagorça, el Pallars Jussà, la Noguera, l'Alt Urgell, el Solsonès, el Berguedà, el Ripollès, la Garrotxa i l'Alt Empordà.

## Serralades principals
| - Serra d'Aubens - Serra Caballera - Serra del castell de Llaguarres - Serra de la Corrodella (La Carrodilla, en castellà). - Cotiella - Serra d'Esdolomada - Serra Ferrera - Serra de Giró - Serra de Guara - Serra de Javierre - Serra del Jordal - Serra de les Ares - Montsec d'Estall - Serra de Loarre - Mallos de Riglos - Serra de Santo Domingo - Serra de Sis - El Turbó - Serra dels Bastets - Serra de Bellmunt - Cingles de Beví - Serra de Boumort - Serra de Busa - Serra del Cadí - Montsec de Tost - Serra de Camporan - Serra de les Canals - Serra de Capsacosta - Serra de Malforat - Serra de la Cau - Serra de Carreu - El Catllaràs - Serra de Comiols - Serra de Port del Comte - Serra de Querol - Serra del Verd | - Serra de Conivella - Serrat de la Creueta (Das) - Serra d'Ensija - La Faiada de Malpàs - Serra de Falgars - Serra de la Gessa - Serra de Sant Mamet - Serra de Milany - Serra de Moixeró - Serra de Monebui - Serra del Mont - Serra de Montclús - Serra de Montgrony - Serra del Montsec - Serra de Prada - Serra de Picamill - Serra de Picancel - Serra de Queralt (Berguedà) - Serra de Sant Gervàs - Serra de Setcomelles - Serra de Sant Joan (Coll de Nargó) - Serra de Sant Marc - Serra de serra de Sobremunt - Serra del Volterol - Serra dels Tossals - Serra de Turp - Rasos de Peguera - Serrat de la Figuerassa - Serra de Leire - Corberes - Massís de Plantaurel |

## Imatges

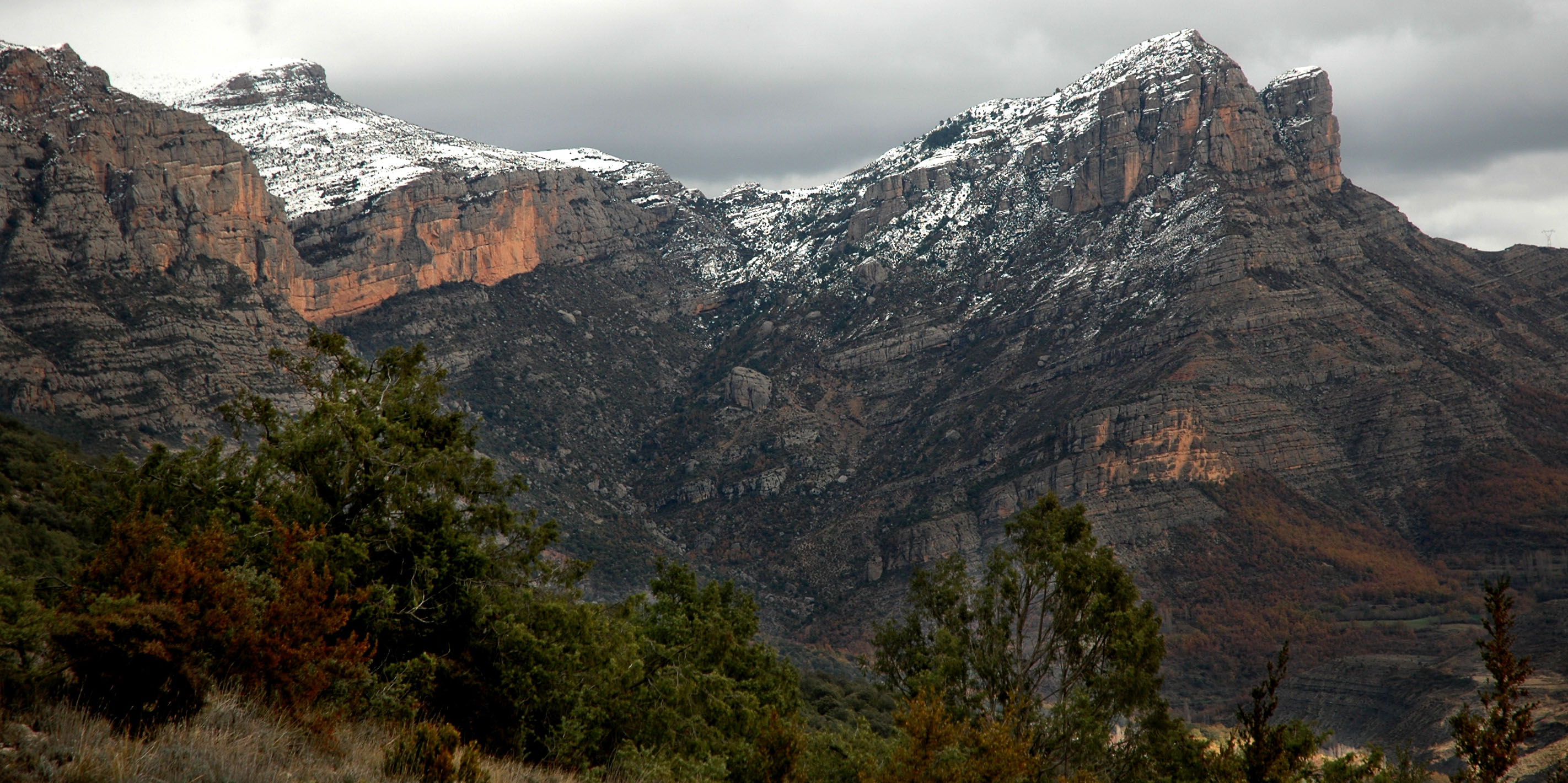
Serra de Sis (Prepirineus)
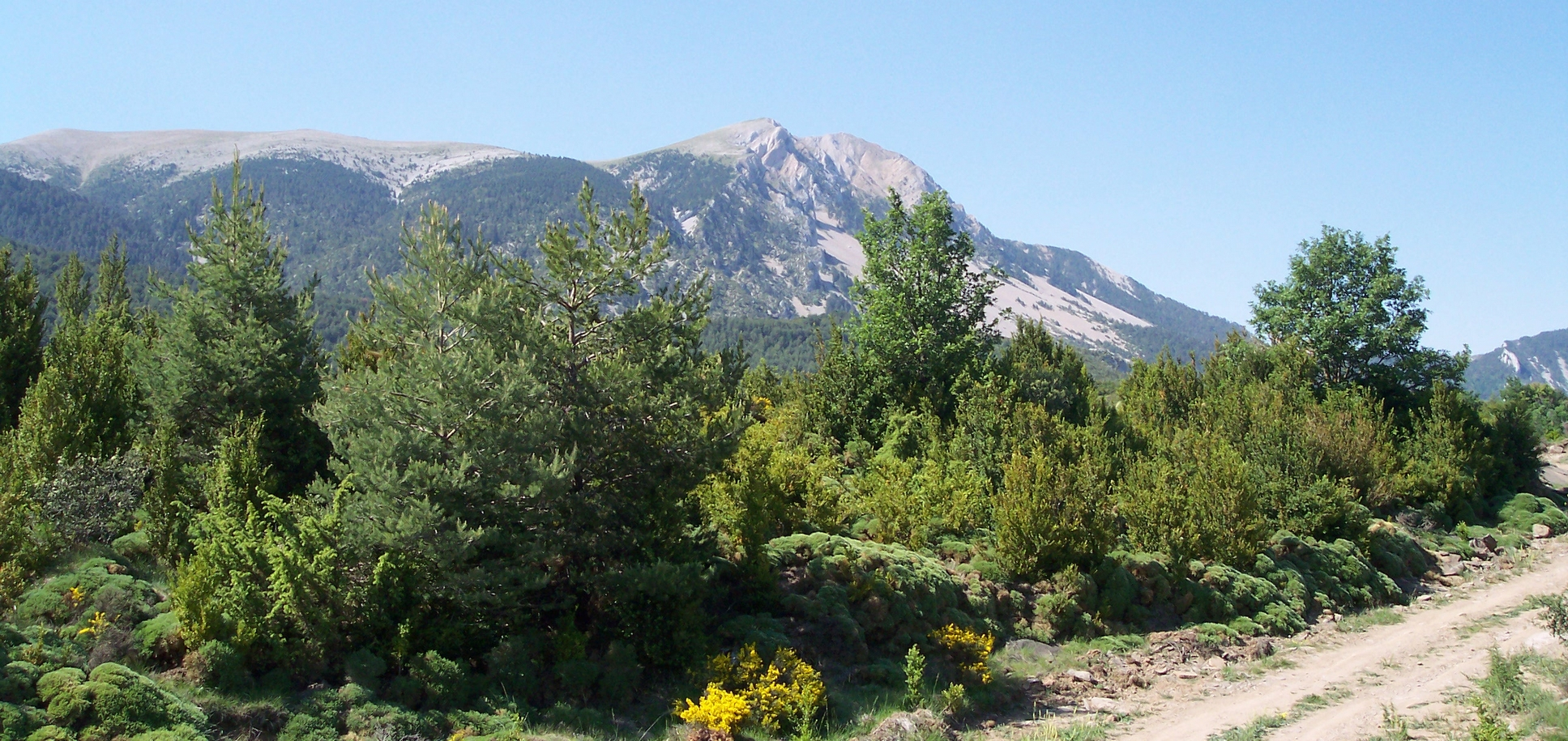
Vista del Tossal de Guara, Serra de Guara
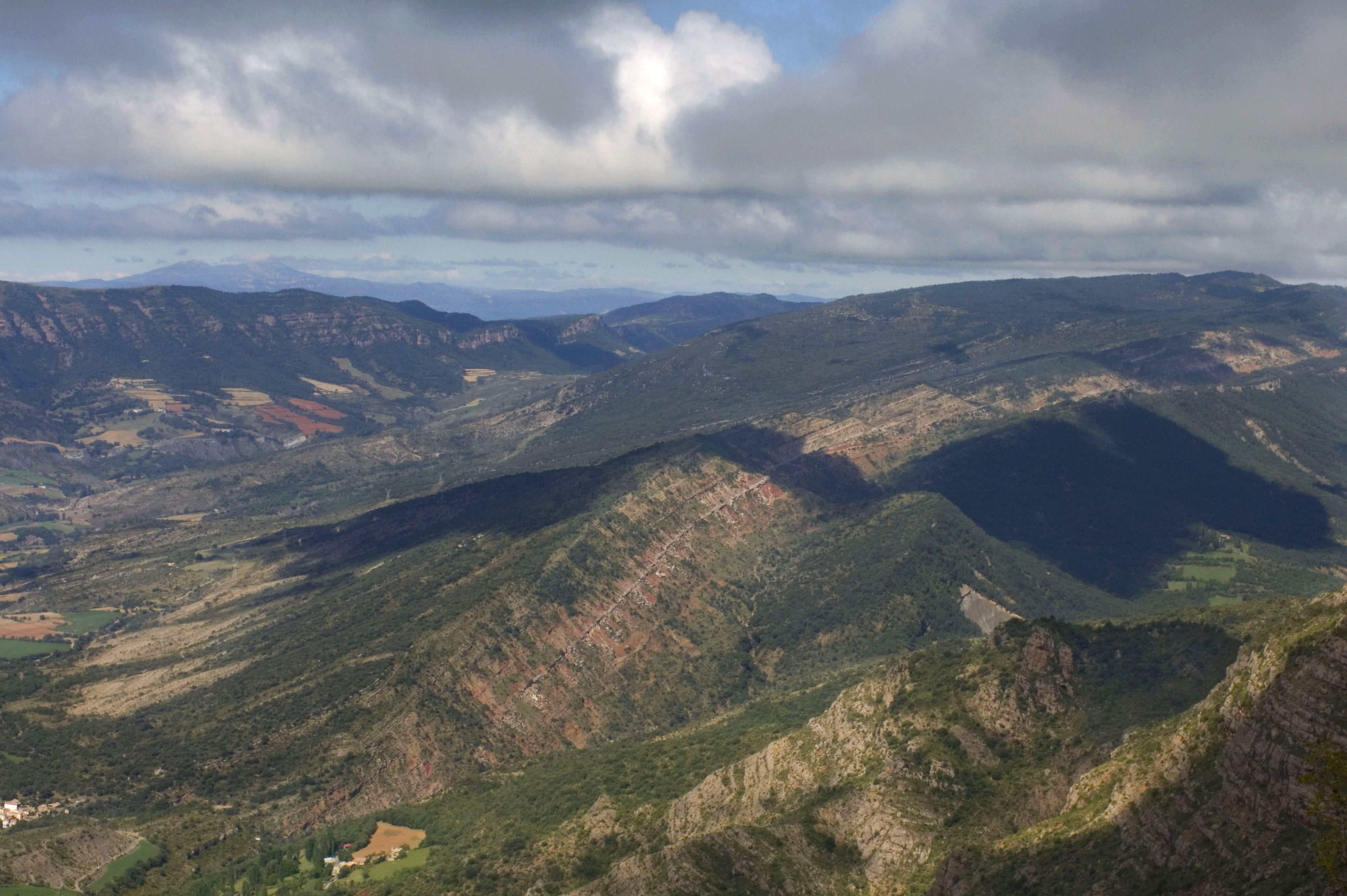
Serra del Jordal i serra d'Esdolomada amb els camps de conreu. Imatge feta des de la serra de Sis
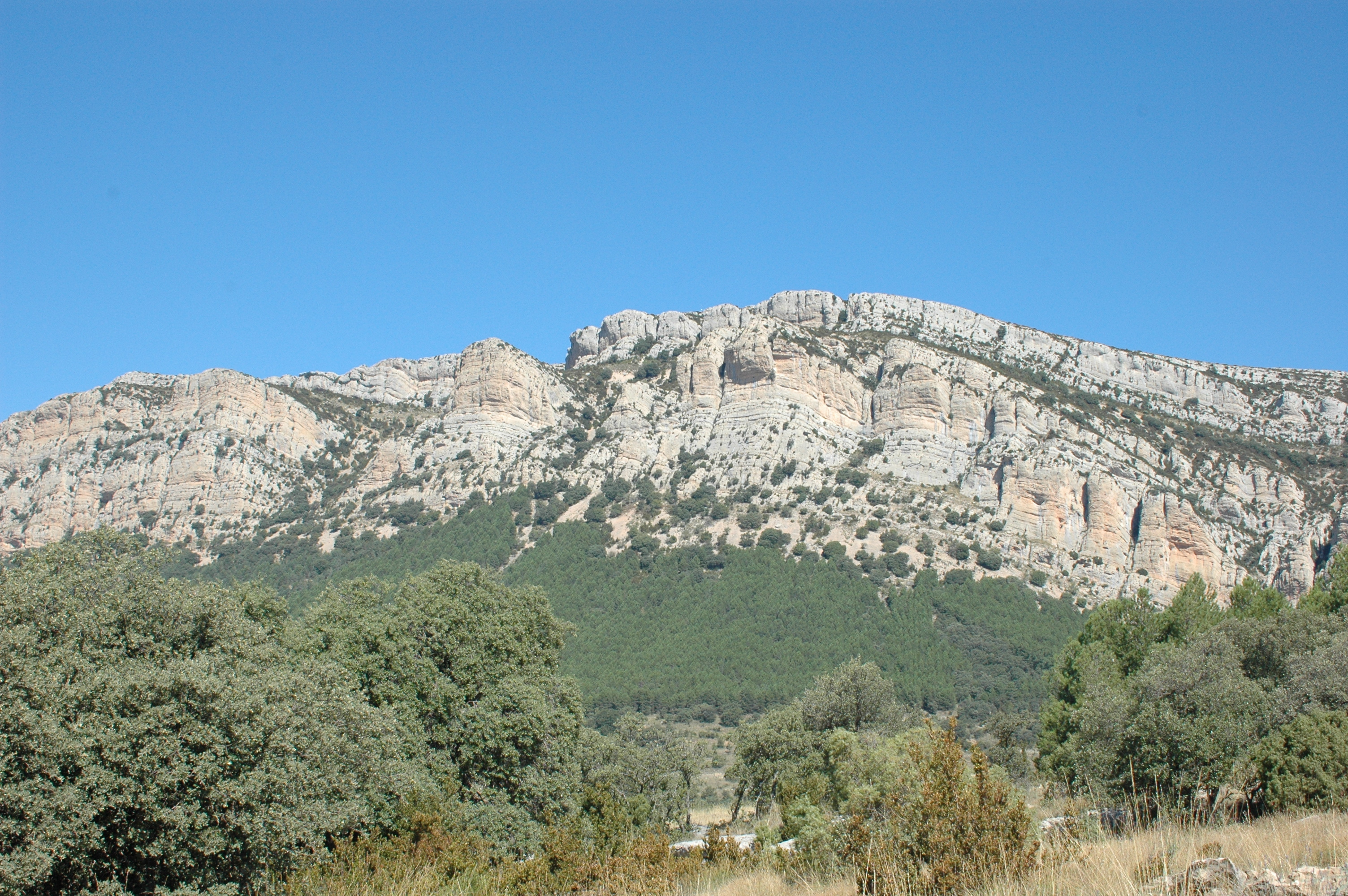
El Montsec d'Ares
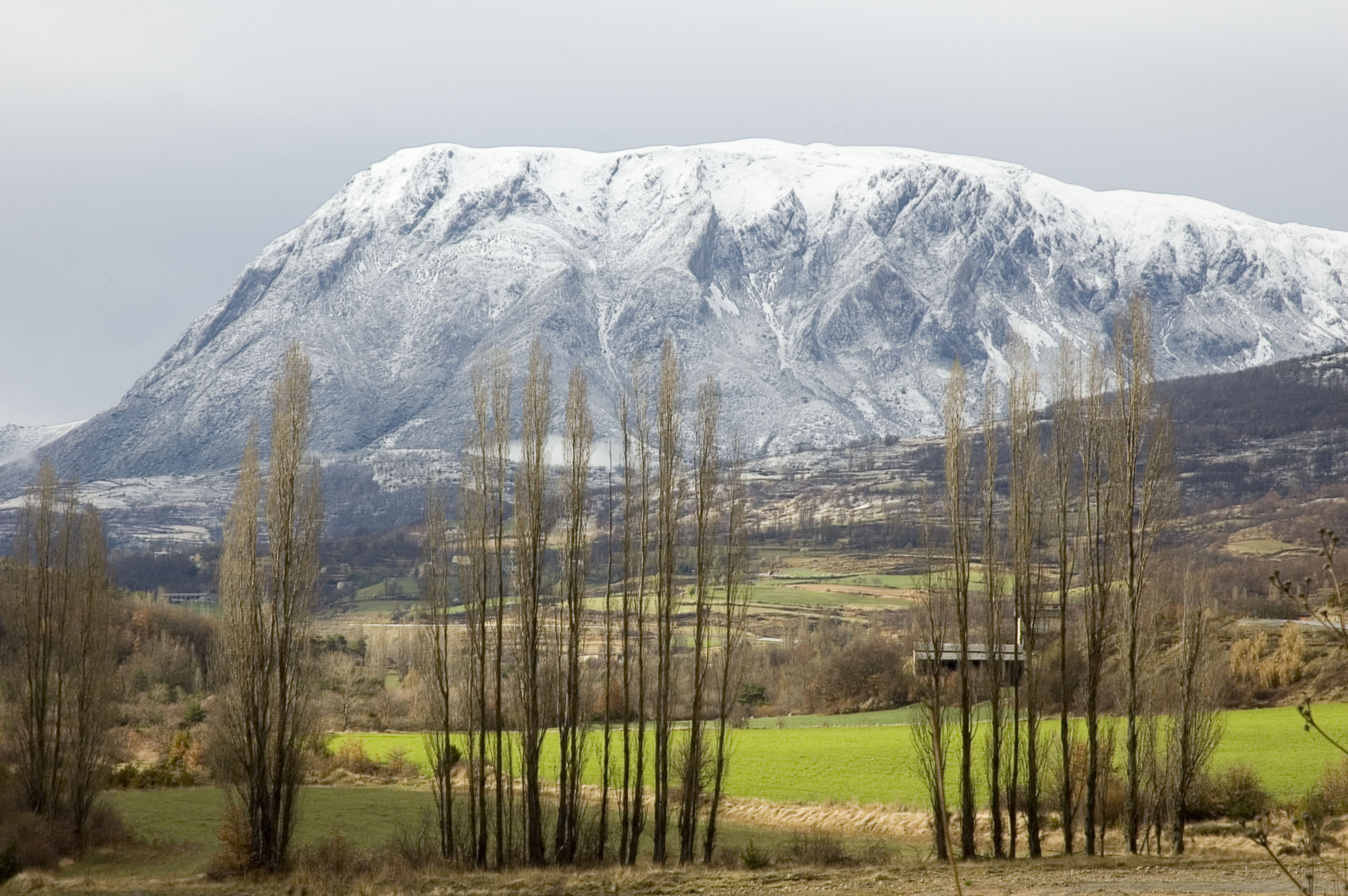
El Turbó
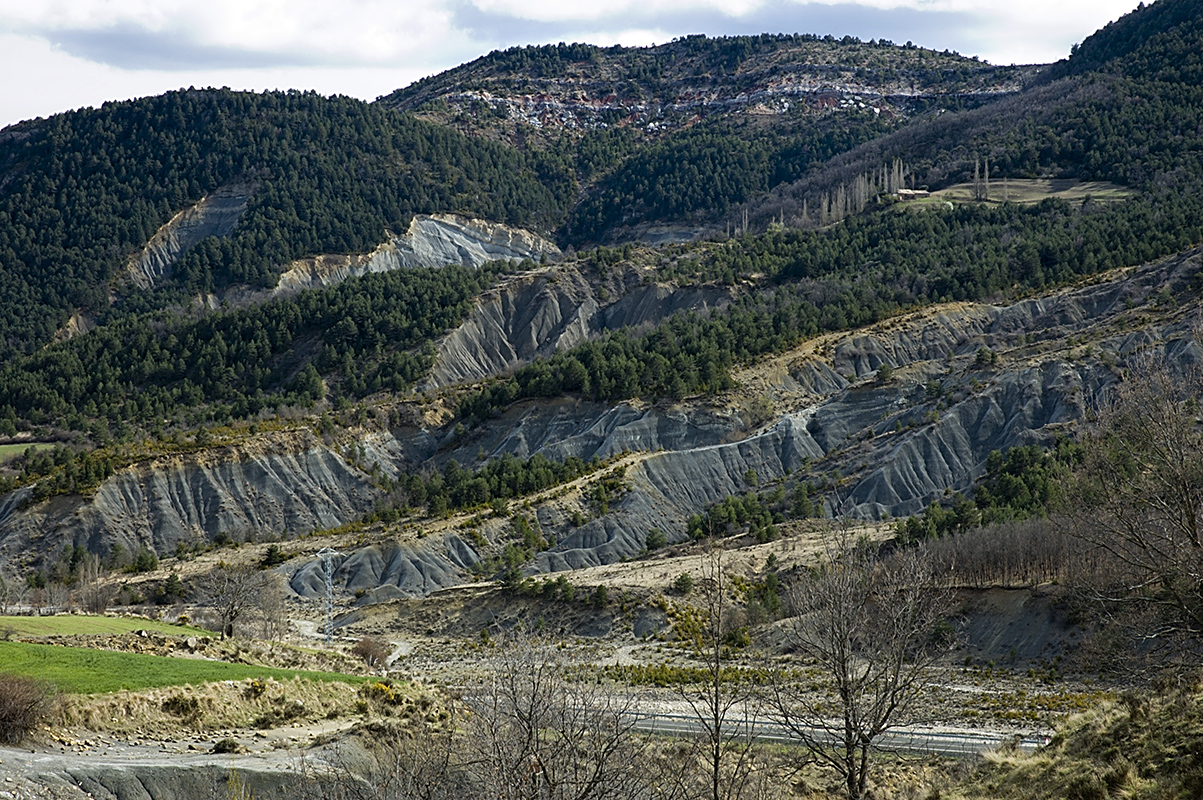
Margues a l'obaga de la Serra del Jordal, sota La Quadreta i al nord-est de la Penya de Rin de la Carrasca
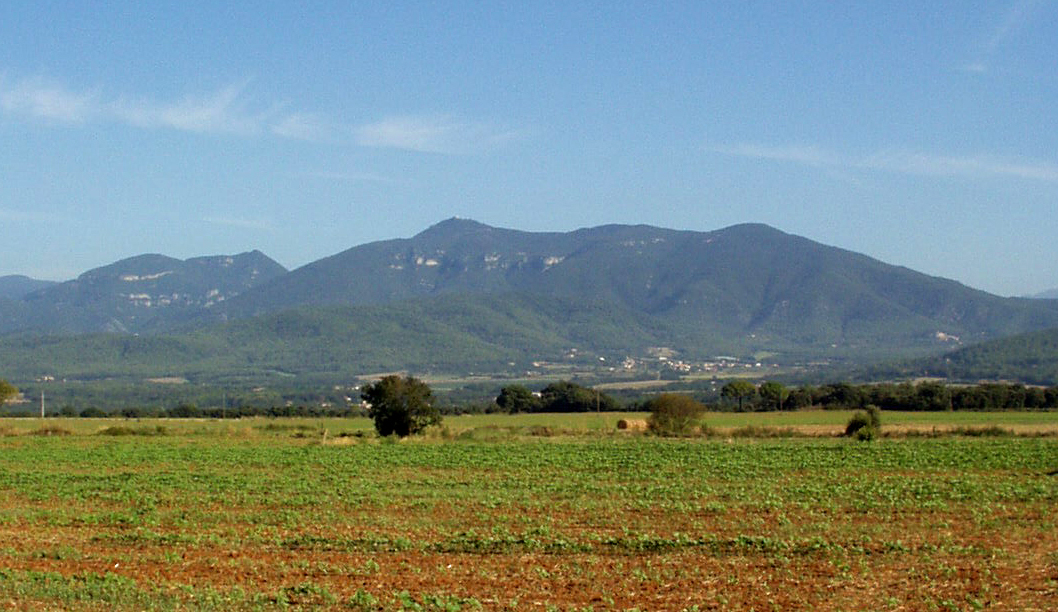
Serra del Mont
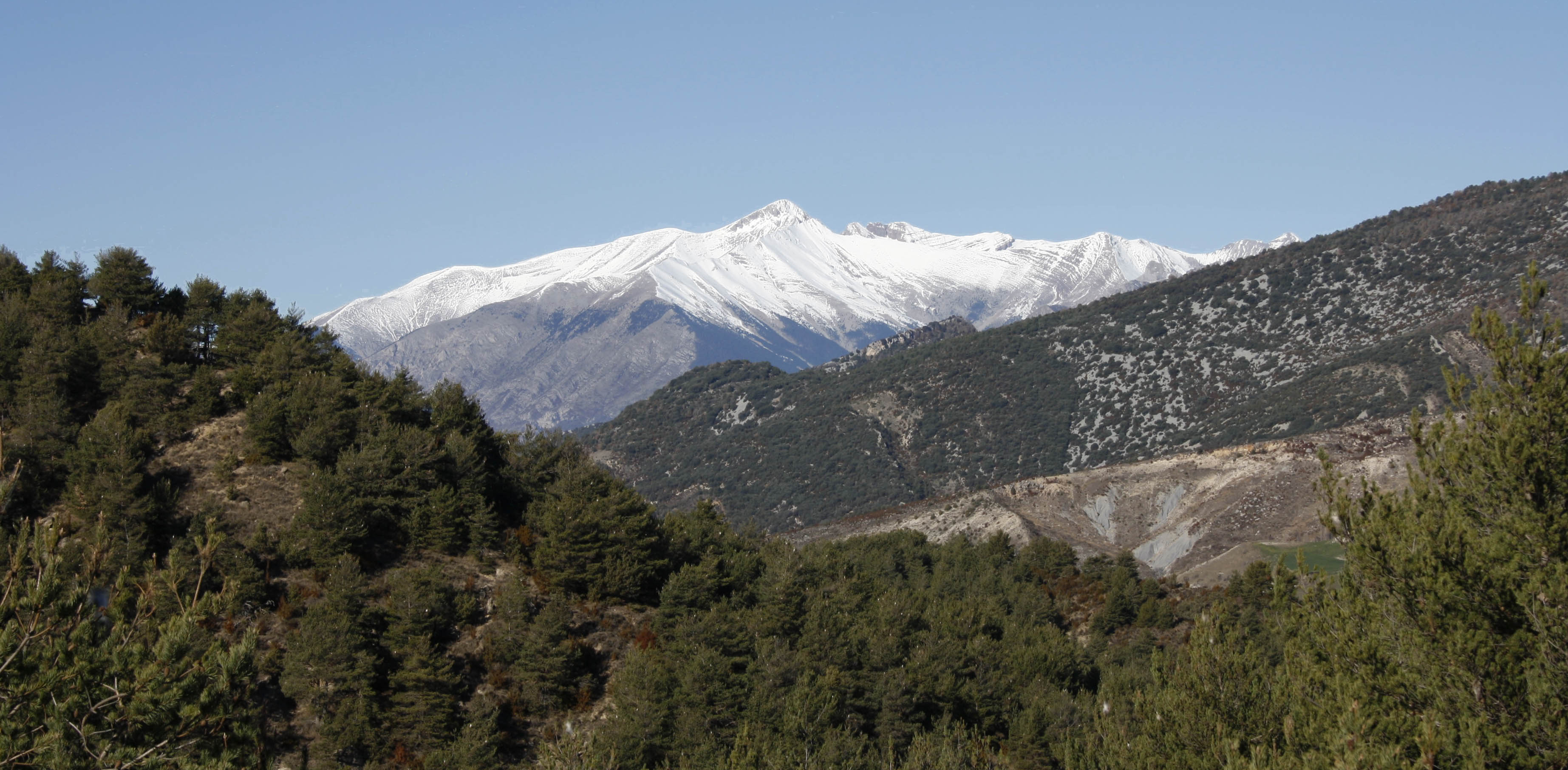
El Cotiella vist des de la Serra del Jordal
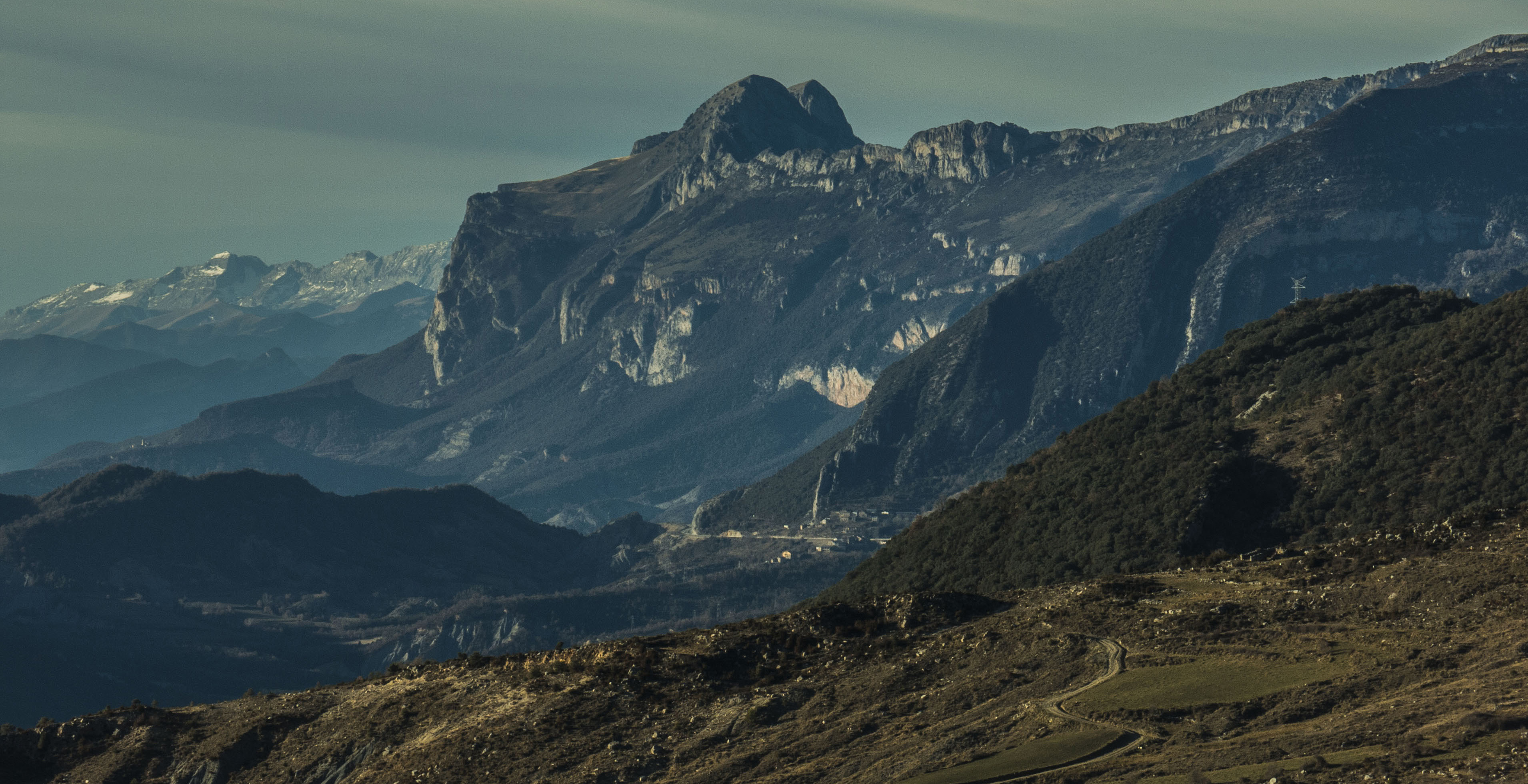
Serra Ferrera